# FK MITOS Novotcherkassk
Maillots
Le Futbolny klub MITOS (en russe : Футбольный клуб «МИТОС») est un club russe de football basé à Novotcherkassk.

## Historique

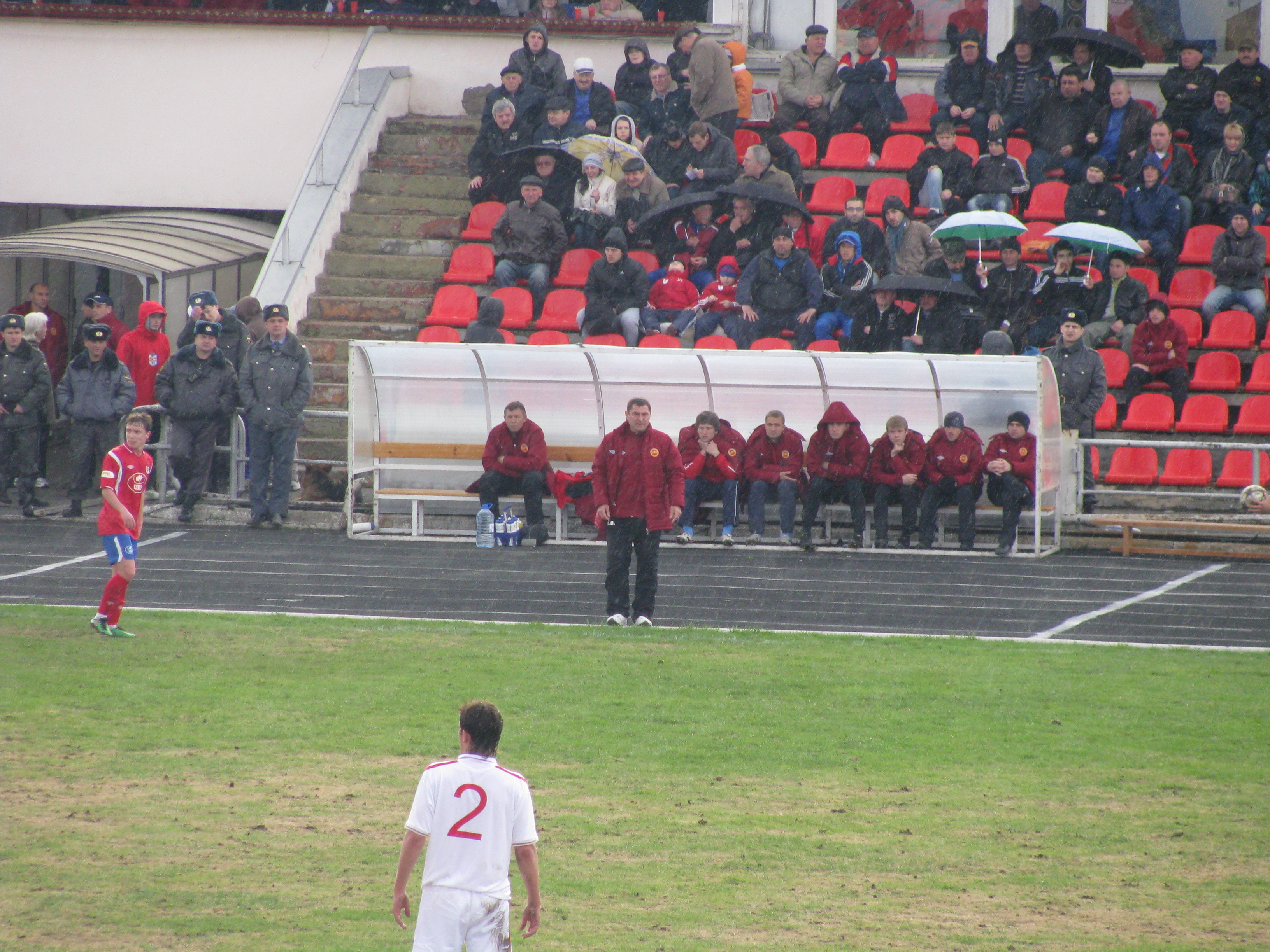
Rencontre entre le MITOS et le SKA Rostov en avril 2011.

- 2008 : fondation du club[1]

## Bilan sportif

### Classements en championnat
La frise ci-dessous résume les classements successifs du club en championnat.

### Bilan par saison
| Saison    | Championnat | Championnat | Championnat | Championnat | Championnat | Championnat | Championnat | Championnat | Championnat | Championnat | Coupe de Russie |
| Saison    | Division    | Pos         | Pts         | J           | V           | N           | D           | BP          | BC          | Diff        | Coupe de Russie |
| --------- | ----------- | ----------- | ----------- | ----------- | ----------- | ----------- | ----------- | ----------- | ----------- | ----------- | --------------- |
| 2008      | 5e Rostov B | 1er         | 41          | 14          | 13          | 1           | 12          | 53          | 12          | +41         | —               |
| 2009      | 4e Sud      | 3e          | 40          | 20          | 13          | 1           | 6           | 34          | 27          | +7          | —               |
| 2010      | 3e Sud      | 8e          | 69          | 32          | 20          | 9           | 3           | 41          | 15          | +26         | Deuxième tour   |
| 2011-2012 | 3e Sud      | 9e          | 72          | 34          | 22          | 6           | 6           | 53          | 21          | +32         | Deuxième tour   |
| 2012-2013 | 3e Sud      | 9e          | 63          | 32          | 19          | 6           | 7           | 51          | 25          | +26         | Premier tour    |
| 2013-2014 | 3e Sud      | 6e          | 46          | 34          | 12          | 10          | 12          | 41          | 41          | 0           | Quatrième tour  |
| 2014-2015 | 3e Sud      | 6e          | 79          | 42          | 23          | 10          | 9           | 67          | 36          | +31         | Deuxième tour   |
| 2015-2016 | 3e Sud      | 12e         | 23          | 26          | 6           | 5           | 15          | 30          | 48          | -18         | Premier tour    |

Légende
- Promotion en division supérieure
- Relégation en division inférieure

## Anciens joueurs
- Nikolay Shirshov